# ستيفن فليتشر

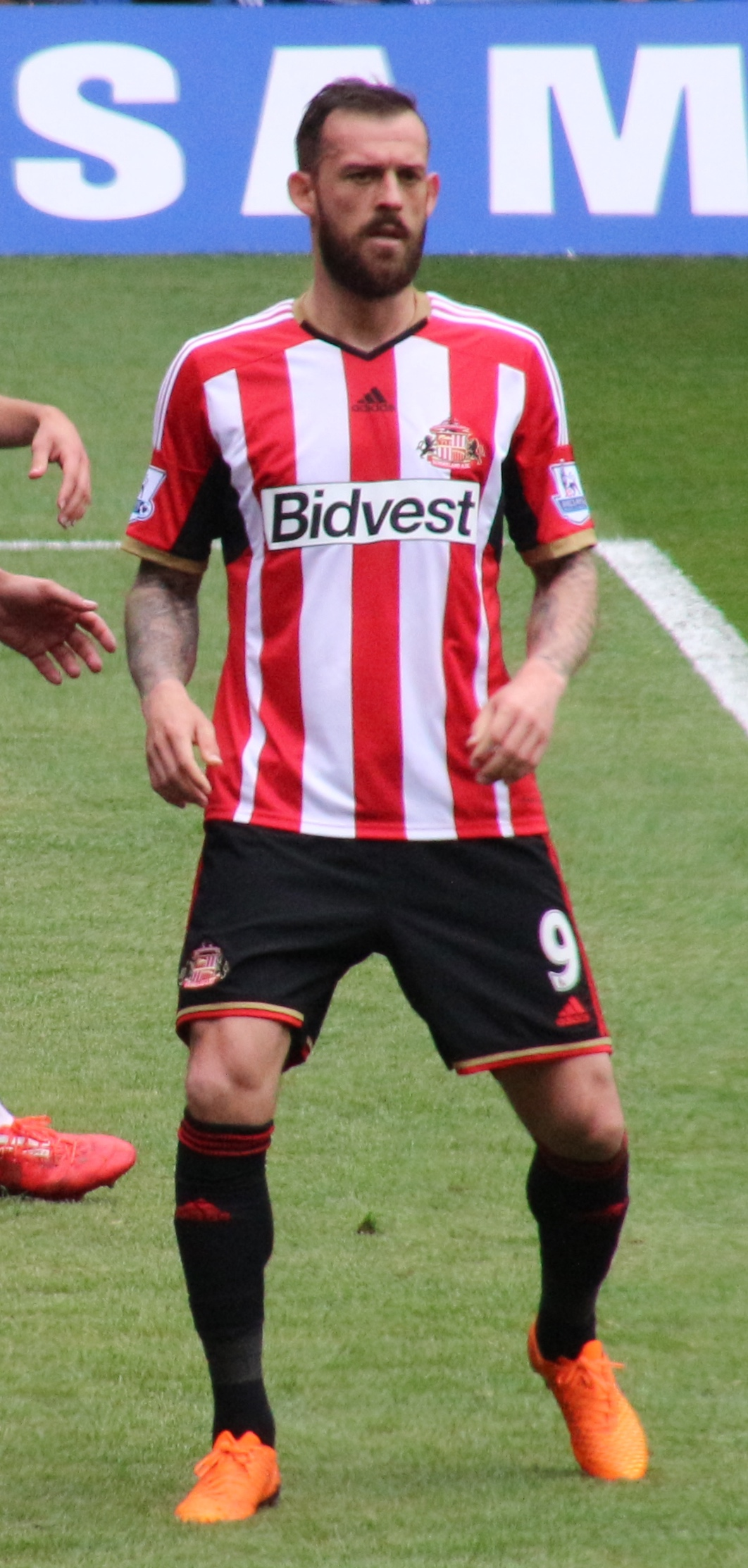

ستيفين فليتشر (بالإنجليزية: Steven Fletcher)‏ (مواليد 26 مارس 1987 في شروسبيري - إنجلترا) لاعب كرة قدم اسكتلندي يلعب حاليا لصالح نادي الدرجة الممتازة بيرنلي الإنجليزي منذ 2009 في مركز المهاجم .

## روابط خارجية
- ستيفن فليتشر على موقع الاتحاد الأوربي (الإنجليزية)
- ستيفن فليتشر على موقع الاتحاد الإسكتلندي (الإنجليزية)
- ستيفن فليتشر على موقع قاعدة بيانات كرة القدم.إي يو (الإنجليزية)
- ستيفن فليتشر على موقع ليكيب (الفرنسية)
- ستيفن فليتشر على موقع ناشيونال فوتبول تيمز (الإنجليزية)
- ستيفن فليتشر على موقع Soccerbase.com (لاعب) (الإنجليزية)
- ستيفن فليتشر على موقع Soccerway.com (الإنجليزية)
- ستيفن فليتشر على موقع عالم كرة القدم.نت (الإنجليزية)
- ستيفن فليتشر على موقع AS.com (الإسبانية)